# ويليام ورث
ويليام ورث (بالإنجليزية: William Worth)‏ هو دبلوماسي أسترالي، (ولد في برث في أستراليا 1912  م).